# Izoftálsav
Az izoftálsav szerves vegyület, képlete C6H4(CO2H)2. Színtelen szilárd anyag, a ftálsav és tereftálsav izomerje. Ezeket az aromás dikarbonsavakat (savkloridjuk formájában) nagy kereskedelmi jelentőségű polimerek – például a lángálló Nomex – előállításában használják. Tereftálsavval keverve az izoftálsavat ivópalackok műanyagának előállítására használják. A számos értékes tulajdonsággal rendelkező polibenzimidazol polimert izoftálsavból állítják elő.

## Előállítása
Évente millió tonna nagyságrendben állítanak elő izoftálsavat a meta-xilol oxigénnel végzett oxidációjával. A folyamat során kobalt-mangán katalizátort használnak. Laboratóriumi előállítása során oxidálószerként krómsav használhaó. Előállítható kálium-metaszulfobenzoát vagy -metabrómbenzoát és kálium-formát ömlesztésével (utóbbi esetben tereftálsav is keletkezik).
Báriumsója (hexahidrát formájában) vízben nagyon jól oldódik (a ftálsav és tereftálsav sójától eltérően). Uvitinsav (5-metilizoftálsav) mezitilén oxidációjával vagy piroszőlősav baritvízzel végzett kondenzációjával állítható elő.

## Fordítás
Ez a szócikk részben vagy egészben  az   Isophthalic acid című angol Wikipédia-szócikk ezen változatának fordításán alapul.  Az eredeti cikk szerkesztőit annak laptörténete sorolja fel. Ez a jelzés csupán a megfogalmazás eredetét és a szerzői jogokat jelzi, nem szolgál a cikkben szereplő információk forrásmegjelöléseként.